# Peaches (canção)
"Peaches" é uma canção gravada pelo cantor canadense Justin Bieber para seu sexto álbum de estúdio Justice. Contém participação do cantor canadense Daniel Caesar e do cantor estadunidense Giveon. A canção foi escrita por Bieber, Caesar e Giveon ao lado de Andrew Watt, Louis Bell, Luis Martinez Jr e Bernard "Harv" Harvey, e foi produzida por este último ao lado de Shndo. A faixa foi lançada junto com o álbum em 19 de março de 2021, através da gravadora Def Jam, como o quinto single do disco.

## Posições nas tabelas musicais
Predefinição:Spotify Brasil
| Tabela musical (2021)                        | Melhor posição |
| -------------------------------------------- | -------------- |
| Alemanha (Offizielle Deutsche Charts)        | 2              |
| Argentina (Argentina Hot 100)                | 45             |
| Austrália (ARIA)                             | 1              |
| Áustria (Ö3 Austria Top 75)                  | 2              |
| Bélgica (Ultratop 50 da Valônia)             | 37             |
| Bélgica (Ultratop 50 de Flandres)            | 20             |
| Canadá (Billboard CHR/Top 40)                | 31             |
| Canadá (Billboard Hot AC)                    | 41             |
| Canadá (Canadian Hot 100)                    | 1              |
| República Checa (Singles Digitál Top 100)    | 2              |
| Coreia do Sul (Gaon)                         | 22             |
| Dinamarca (Hitlisten)                        | 1              |
| Eslováquia (Rádio Top 100)                   | 2              |
| Espanha (PROMUSICAE)                         | 13             |
| Estados Unidos (Billboard Hot 100)           | 1              |
| Estados Unidos (Billboard Mainstream Top 40) | 19             |
| Estados Unidos (Billboard R&B/Hip-Hop Songs) | 1              |
| Estados Unidos (Billboard Rhythmic)          | 15             |
| Finlândia (Suomen virallinen lista)          | 6              |
| França (SNEP)                                | 43             |
| Mundo (Billboard Global 200)                 | 1              |
| Grécia (IFPI)                                | 2              |
| Honduras (Monitor Latino)                    | 13             |
| Hungria (Single Top 40)                      | 4              |
| Hungria (Stream Top 40)                      | 4              |
| Irlanda (IRMA)                               | 1              |
| Itália (FIMI)                                | 8              |
| Japão (Japan Hot 100)                        | 81             |
| Lituânia (AGATA)                             | 3              |
| Noruega (VG-lista)                           | 1              |
| Nova Zelândia (Recorded Music NZ)            | 1              |
| Países Baixos (Dutch Top 40)                 | 8              |
| Países Baixos (Single Top 100)               | 1              |
| Panamá (Monitor Latino)                      | 8              |
| Portugal (AFP)                               | 1              |
| Reino Unido (UK Singles Chart)               | 2              |
| Singapura (RIAS)                             | 1              |
| Suécia (Sverigetopplistan)                   | 3              |
| Suíça (Schweizer Hitparade)                  | 2              |